# Antônio Pinto Chichorro da Gama
Antônio Pinto Chichorro da Gama (Nazaré, ca. 1800 — Rio de Janeiro, 10 de junho de 1887) foi um juiz de fora, desembargador e político brasileiro.
Foi deputado geral, ministro interino da fazenda (de 2 de junho a 7 de outubro de 1834), presidente da província de Pernambuco e senador do Império do Brasil, de 1865 a 1887, cargo este último que era na época vitalício.